# Batalla de Wayna Daga
La batalla de Wayna Daga tuvo lugar el 21 de febrero de 1543 al este del lago Tana en Etiopía. Liderados por el emperador Gelawdewos, el ejército combinado etíope-portugués derrotó a su rival somalí-otomano del imán Ahmad ibn Ibrihim al-Ghazi. La tradición relata que Ahmad cayó tras un disparo de un mosquetero lusitano que había cargado solo contra la línea enemiga. Tras dicho suceso, su ejército se desmoronó y huyó. Ahmad murió el 25 de febrero debido a su herida.